# موسى الزنجاني
الشيخ موسى بن عبد الله بن محمود بن عباس الزنجاني (1328 هـ - 1399 هـ). هو رجل دين ومؤلِّف شيعي إيراني كما تصدَّى للمرجعيَّة في أواخر أيام حياته حيث طبع رسالة عمليَّة غير أنه لم يكن ذو شهرة في التقليد والفتيا.

## ولادته ونشأته
كانت ولادته في قرية كوجه قيا التابعة لمقاطعة إيجرود وهي إحدى مقاطعات محافظة زنجان الإيرانيَّة، وكان ذلك في حادي عشر من شهر صفر 1328 هـ، وبها نشأ في سنيه الأولى، وتعلم الأوليَّات من العلوم الحوزويَّة، وقرأ على أبيه وأخيه مهدي المقدمات.

## هجرته إلى قم
آثر الزنجاني الهجرة إلى قم للتعمق في دراساته الحوزوية، فارتحل إليها في سنة 1348 هـ، ودرس فيها كفاية الأصول على الآخوند ملا علي الهمداني، ثم حضر دروس بحث الخارج لعبد الكريم الحائري ما يقارب الثلاث سنوات، كما تتلمذ على محمد الهمداني، ومحمد علي القمي، ومحمد تقي الخوانساري، وحسين الطباطبائي البروجردي، وكانت أكثر استفاداته العلميَّة من دروس محمد الحجة الكوهكمري. واشتغل في قم إلى آخر عمره بتدريس السطوح والتأليف والتصنيف، وفي أواخر أيَّامه طبع رسالة عمليَّة لعمل المقلِّدين، ولكنه لم يحصل على شهرة في التقليد والفتيا.

## وفاته
كانت وفاته بمدينة قم على أثر سكتة قلبية في سنة 1399 هـ، و«شيع جثمانه تشييعاً حافلاً حضره كثير من العلماء والأفاضل»، ودفن بمقبرة شيخان.

## مؤلفاته
ترك الزنجاني جملة من المؤلَّفات باللغتين العربيَّة والفارسيَّة:
| - تهذيب الوسائل. - الجامع في الرجال. - الفقه على آراء فقهاء الإسلام. - حكم الزوجة المفقود عنها زوجها. - حاشية العروة الوثقى. | - العمل الصالح. - الفهرست لمشاهير علماء زنجان. - مدينة البلاغة. - نسيم السحر. |